# 쿠메 히로시
쿠메 히로시(일본어: 久米 宏, 1944년 7월 14일 ~ )는 일본의 아나운서이다.

## 생애 초기
1944년 7월 14일 사이타마현 우라와(현재 사이타마시의 일부)에서 태어났다. 그는 세 명의 누나가 있으며, 일본국유철도와 도시바에서 근무한 엔지니어의 막내아들이다. 제2차 세계대전이 끝난 뒤 그는 도쿄 시나가와로 이주해 그곳에서 성장했다.
어린 시절 그는 라디오와 텔레비전 프로그램을 보는 것을 좋아했다. 특히 저명한 라쿠고(일본 전통 이야기 공연) 연예인 고콘테이 신쇼(古今亭志ん生)를 존경했다.
그는 1963년부터 와세다대학교에서 정치학과 경제학을 전공하여 1967년에 졸업했다.

## 경력

### TBS 도쿄방송
1967년 와세다대학교를 졸업한 뒤, 22세의 나이에 TBS에서 아나운서로 방송 경력을 시작했다. 당시의 과중한 업무로 인해 그는 결핵에 걸리기도 했다.
1970년 4월 그는 Back In Music의 금요일 진행자로 활동했으나, 병으로 인해 다섯 주 만에 하차했다.
같은 해 5월부터는 라디오 프로그램 로쿠스케 에이 프레젠츠 새터데이 와이드 라디오 도쿄의 특파원으로 활동했다.
1975년 일본을 대표하는 유명 TV 인물 중 한 명인 하기모토 킨이치가 구메를 추천하여, 퀴즈쇼 삿시리 칸칸의 진행을 맡게 되었다. 이 프로그램은 전국 방송되었고, 이를 통해 구메는 일본에서 잘 알려진 TV 인물 중 한 명으로 자리매김했다.
1978년 구메는 구로야나기 데츠코와 함께 팝 음악 프로그램 《더 베스트 텐》의 첫 진행자가 되었다. 이 프로그램은 시청자들의 투표로 선정된 톱 10 아티스트가 무대에 올라 노래하는 주간 생방송 음악 프로그램이었으며, 최고 시청률 41.9%를 기록했다.
이 프로그램이 큰 인기를 얻으면서 구메는 프리랜서 아나운서로 활동할 자신감을 갖게 되었고, 1979년 6월 34세의 나이에 TBS를 떠났다. 이후에도 그는 프리랜서 아나운서로서 1985년 4월 프로그램이 종료될 때까지 진행을 맡았다.

### 프리랜서 아나운서로서의 경력
1980년 4월 그는 니혼TV의 토크쇼 오샤레(Oshare) 진행을 맡아 1987년 3월까지 활동했다. 1982년에는 개그맨 요코야마 야스시와 함께 정보·예능 프로그램 구메 히로시 presents TV 스크램블의 진행자가 되었다.

### 뉴스 스테이션
1985년 10월 7일 시작된 TV 아사히의 전국 저녁 뉴스 프로그램 《뉴스 스테이션》에서 앵커를 맡아, 2004년 3월 26일 방송이 종료되고 호도 스테이션(Hōdō Station)으로 대체될 때까지 진행했다.
이 프로그램은 일본의 뉴스 보도 방식에 혁신을 가져왔으며, 매일 밤 평균 2천만 명의 시청자를 기록했다. 1990년 더 스트레이츠 타임스(The Straits Times)의 한 특파원은, 구메가 뉴스 사건을 설명할 때 청중에게 더 큰 임팩트를 주기 위해 입체 모형(three-dimensional models)을 활용했다고 언급했다. 또한 구메의 뉴스 스테이션에서의 코멘트는 풍자적이면서도 감정을 잘 전달할 수 있었기에 더욱 주목을 받았다.

### TBS 라디오 복귀
2006년 9월 그는 라디오로 돌아가 TBS 라디오에서 토요일 2시간짜리 프로그램 구메 히로시 라디오 난데스케도(Kume Hiroshi Radio Nandesukedo)의 진행을 맡았다. 이 프로그램은 2019년 8월 기준으로도 여전히 진행되고 있었다.
또한 2011년 6월부터는 아키코 야기와 함께 매주 방송되는 TV 프로그램 구메 히로시의 테레빗테 야츠 와?(Hiroshi Kume's Terebitte Yatsu wa?)의 진행을 맡아, 마이니치 방송(MBS) 네트워크를 통해 방송되었다.

## 개인 생활
2011년 동일본대지진 피해 구호 기금에 2억 엔을 기부했다는 사실이 보도되었다.

## 수상 경력
- 1983년 새터데이 와이드 라디오 도쿄에 대한 공로로 TBS 라디오에서 골든 마이크 상(Golden Microphone Award) 수상
- 1990년 뉴스 스테이션에 대한 공로로 일본 방송민주화협의회(Japan Council for Better Radio and Television)에서 갤럭시상(Galaxy Award) 수상

## 기타
구메는 영화 엽기적인 그녀 홍보차로 자신의 프로그램에 출연했던 전지현의 머리를 가볍게 몇 번 쳐, 대한민국에서 유명세를 타기도 했다.